# Gottfried Bernhard Götz
Gottfried Bernhard Götz (ou Goez, Göz), baptisé le 10 août 1708 à Welehrad en margraviat de Moravie et mort le 23 novembre 1774 à Augsbourg, est un peintre du rococo d'Allemagne du Sud, auteur de nombreuses fresques et de gravures. 

## Biographie

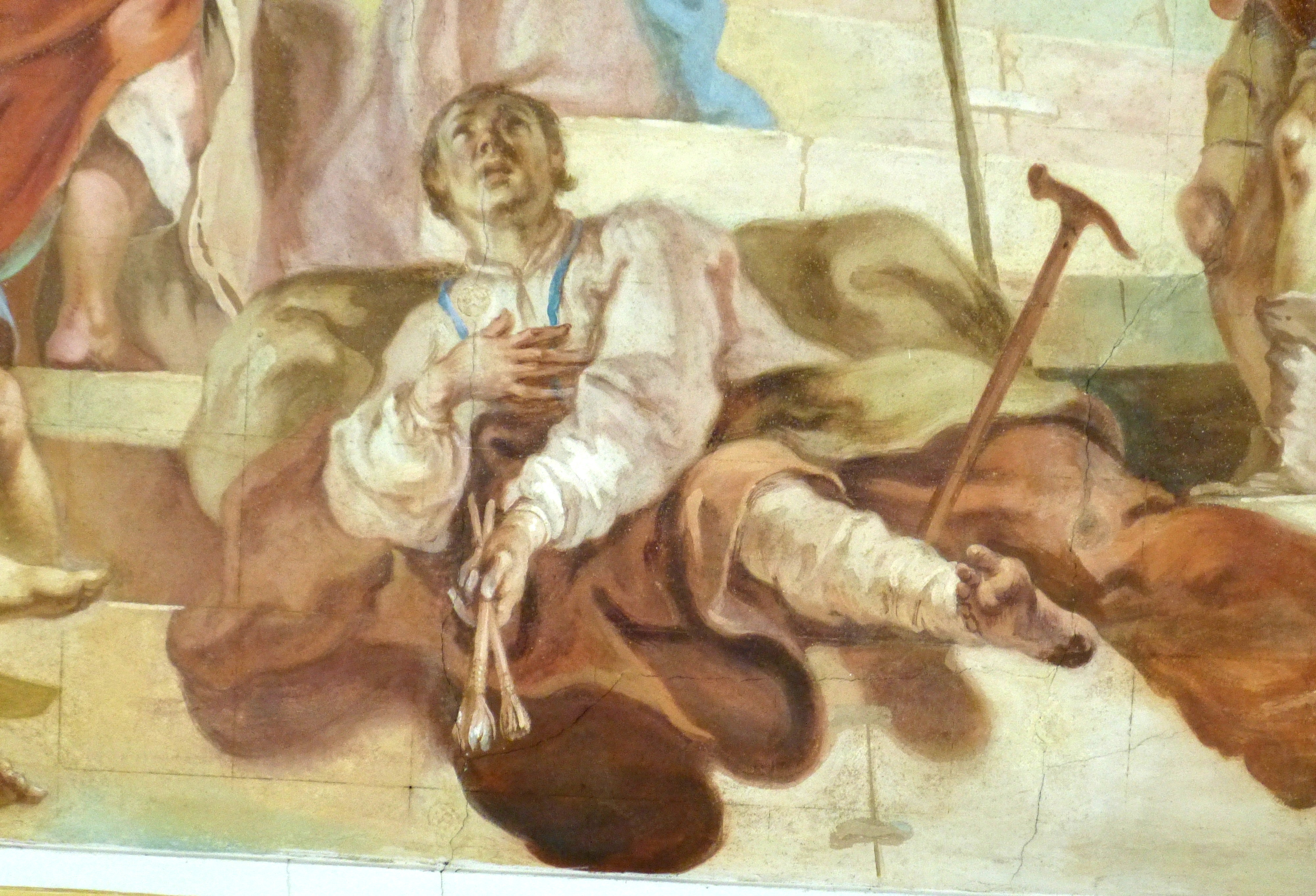
Autoportrait du peintre dans une fresque de l'église de Birnau.

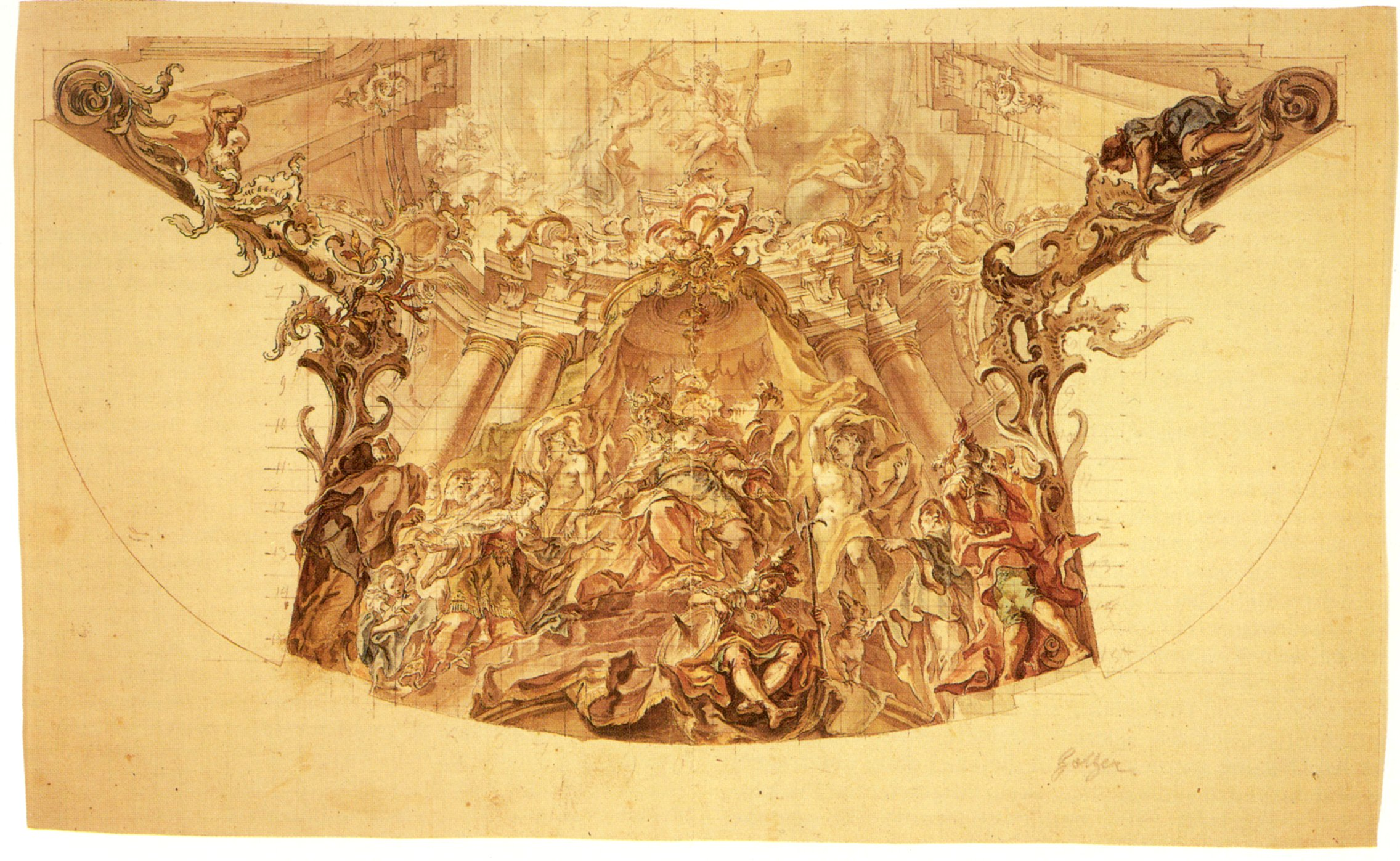
Étude de fresque pour l'église de Birnau.

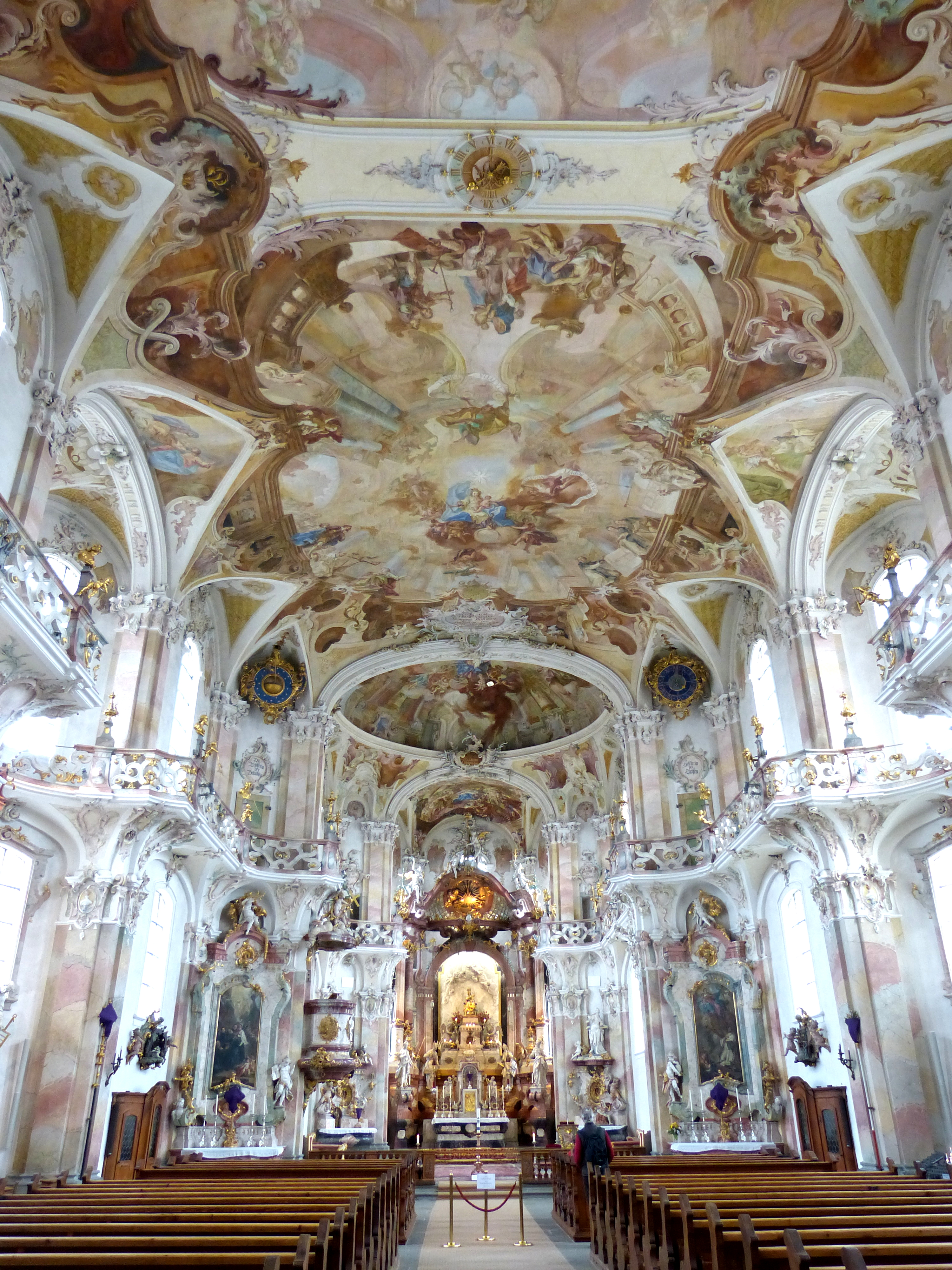
Intérieur de l'église de Birnau.

Le père de Götz, Sebastian Götz, est serrurier à l'abbaye cistercienne de Welehrad (de). Gottfried Bernhard Götz y a donc sûrement reçu sa première éducation. En 1718, il est inscrit au lycée jésuite d'Ungarisch-Hradisch. Il acquiert des bases solides en rhétorique et en grammaire, est instruit en latin et a de bonnes connaissances en sciences naturelles et en géographie.
Il est formé par le peintre Franz Gregor Ignaz Eckstein (1689-1741) qui, avec d'autres peintres de Brünn, restaure le décor de l'église abbatiale de Welehrad. Après quatre années, il fait son tour de compagnon, ce qui le conduit en 1730 à Augsbourg, où il s'établira plus tard. Augsbourg à cette époque, en plus d'être une place commerciale et financière importante, est aussi une ville où l'art pictural et la gravure sont fort appréciés. C'est ici que Götz maîtrise les techniques de la gravure sur cuivre et crée des gravures pour le compte d'éditeurs. Il apprend aussi auprès de Johann Georg Bergmüller (1688-1762) toutes les techniques de la gravure.
Il obtient son droit d'exercer en tant que maître en 1733. Il achète avec sa fiancée, Anna Elisabeth Lesin de Vienne, les droits de bourgeois d'Augsbourg et se marie la même année ; mais sa jeune épouse meurt peu après. Il se remarie en 1736 avec Maria Eleonora Magdalena von Erdenfeld, originaire de Basse-Autriche, qui lui donne un fils et une fille. Son fils Franz Regis Göz se mariera avec la sœur du collaborateur de Gottfried Bernhard Götz, Johann Josef Anton Huber (de) (1737-1815).
Götz travaille temporairement avec l'éditeur d'Augsbourg Johann Christian Leopold (de), mais surtout avec les frères Joseph Sebastian et Johann Baptist Klauber dans son atelier et maison d'édition commune jusqu'en 1741. Les gravures sur cuivre qui y sont publiées portent la signature « Göz et Klauber ».
En 1742, Götz ouvre sa propre maison d'édition de gravure. En 1744, il obtient de l'empereur Charles VII le titre honorifique de peintre et graveur de la Cour impériale. Il était considéré comme un citoyen respecté de sa ville ; ainsi, en 1753, il est nommé capitaine de compagnie de l'armée civile.

## Œuvres

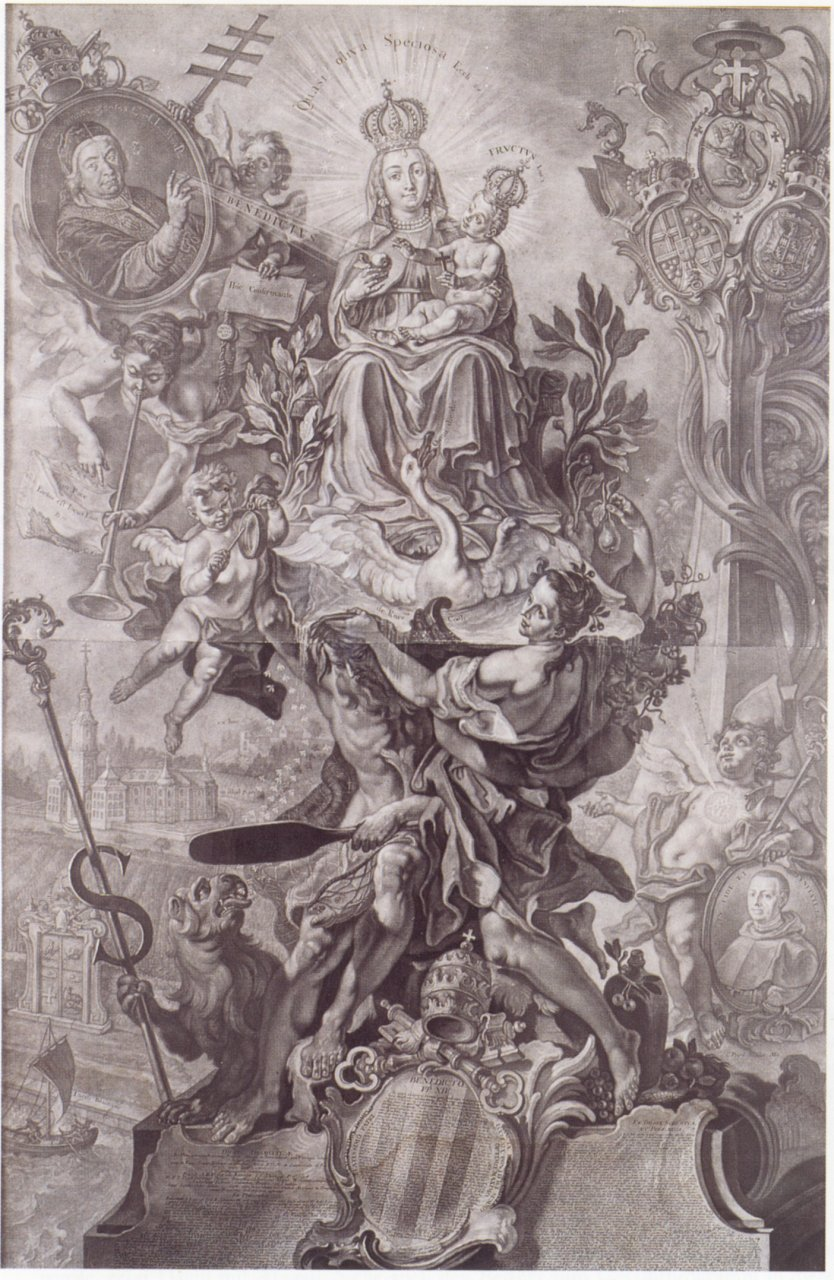
Gravure à la pointe sèche pour une feuille de thèse de Birnau.

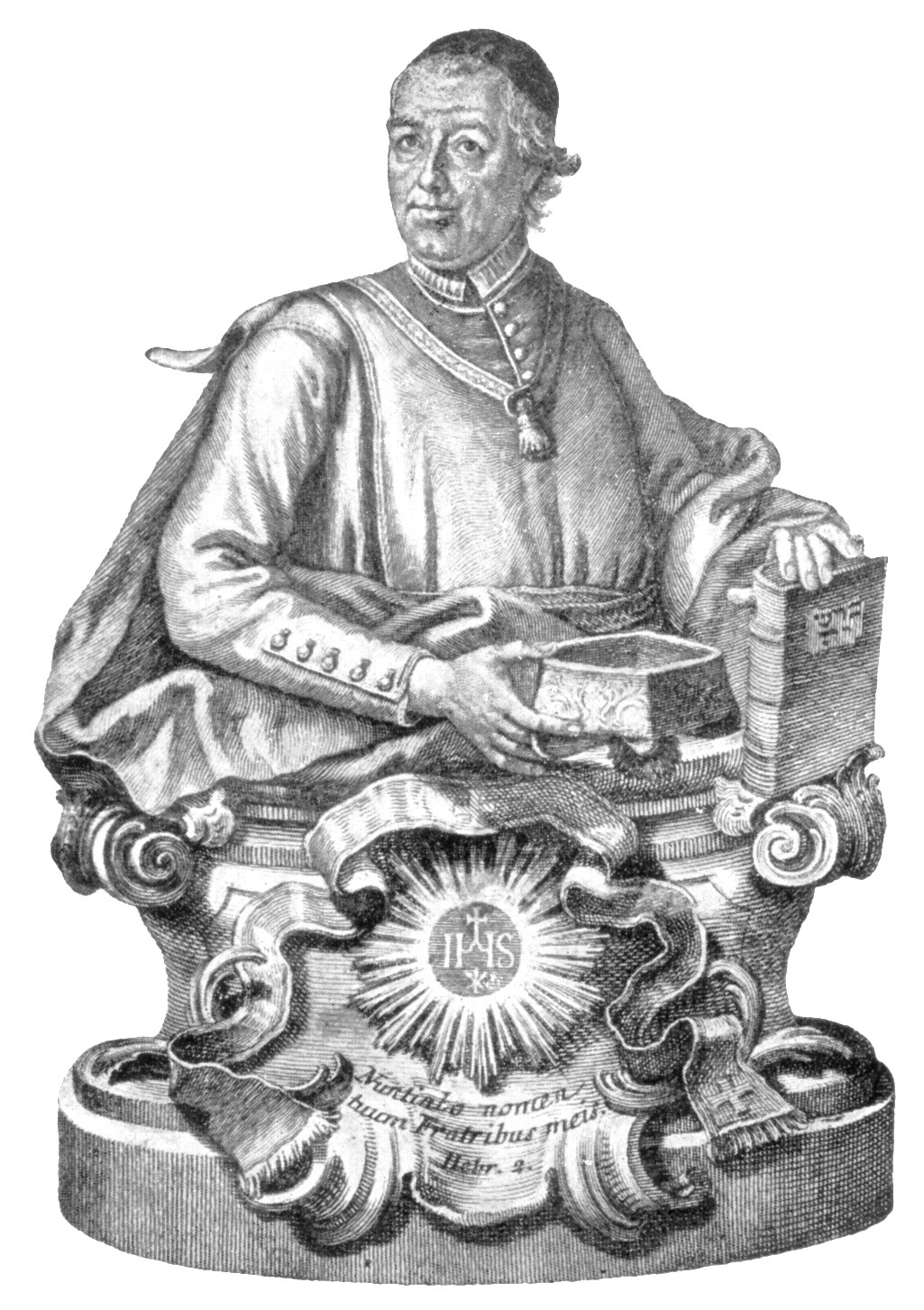
Gottfried Bernhard et Franz Regis Götz : Portrait de Sebastian Sailer, prémontré et poète.

Götz est un représentant de la peinture monumentale du baroque tardif. Il affine son style auprès de F. G. Eckstein, dont le modèle est celui d'Andrea Pozzo, aux fresques magnifiant l'illusion. Götz apprend la technique du trompe-l'œil majestueux avec des décors architecturaux. Il acquiert aussi auprès d'Eckstein des connaissances concernant l'art de la fresque et de la peinture à l'huile et des connaissances théoriques sur la perspective. 
Il se lance dans l'art de la fresque à partir de 1739, d'abord à Augsbourg, puis en 1741 à Meersburg, où il peint la chapelle du château Neuf. En 1742, il réalise les fresques du plafond de la salle d'audience de l'abbaye de Weingarten, avec des formes rocaille typiques. Il reçoit aussi la commande du couvent des Dominicaines de Habsthal (de) et de la prévôté de la principauté épiscopale de Constance.
C'est à la fin du mois d'avril 1749 que Götz commence les fresques de l'église de Birnau qui vient d'être construite. Il peint les voûtes de l'abside, du chœur et de la nef. En plus, il réalise deux tableaux d'autel et le portrait de l'abbé de l'abbaye impériale de Salem à qui l'église appartient. On remarque son autoportrait dans une des fresques du plafond de la nef, en tant que mendiant avec une béquille.

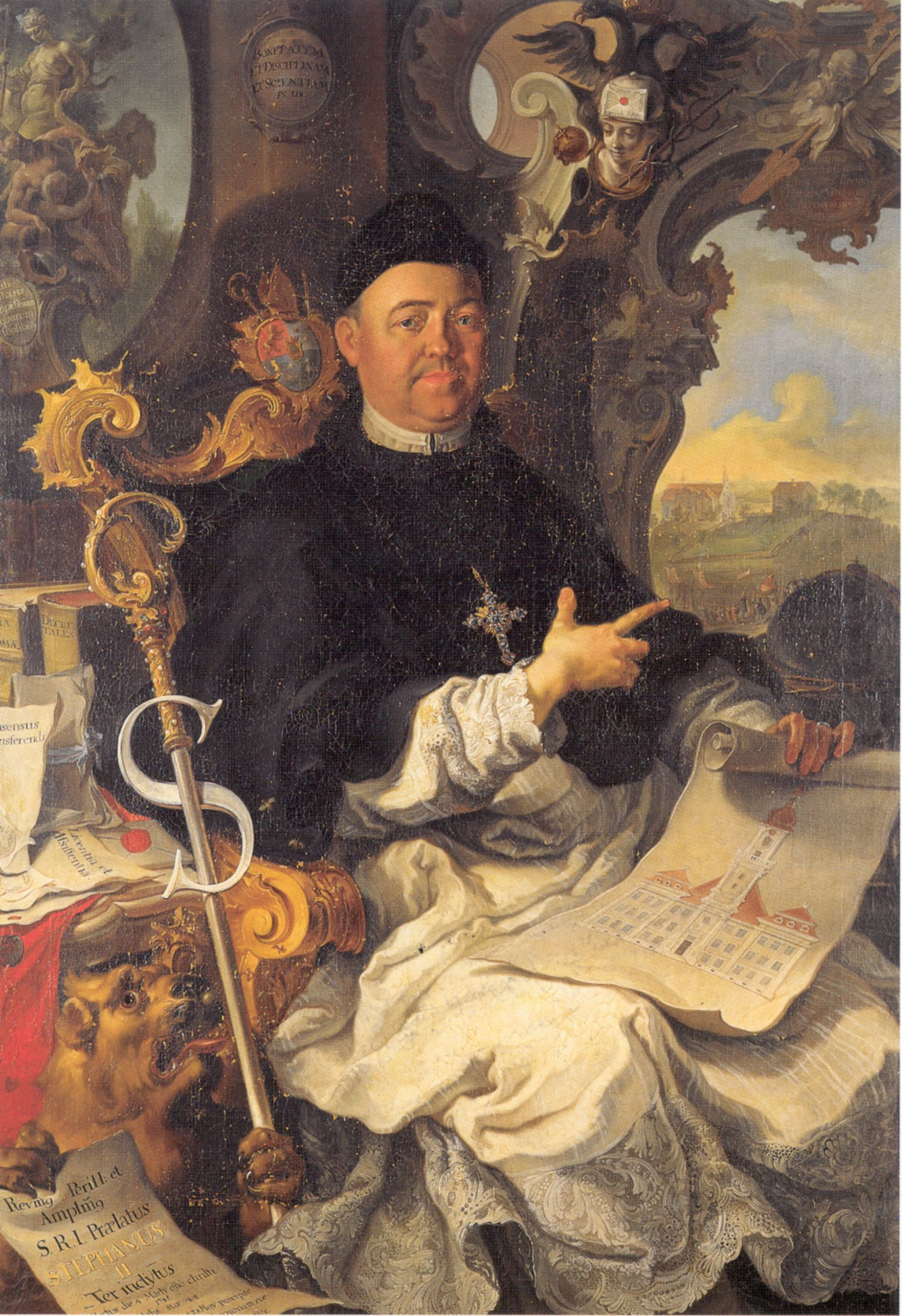
Portrait de l'abbé Enroth de Salem.

En 1751, il peint les fresques de la chapelle de Wörnitzstein (de) et les plafonds du château de Leitheim (de).
Entre 1754 et 1758, il exécute les fresques de l'église Saint-Cassien de Ratisbonne qui dépeignent la vie de la Vierge, puis il peint les fresques de l'église Saint-Augustin d'Amberg. Entre 1762 et 1766, il travaille pour plusieurs églises, comme à la collégiale Notre-Dame-de-la-Vieille-Chapelle de Ratisbonne. Ses dernières fresques sont pour la cathédrale Saint-Ours de Soleure. 
Pour l'abbaye d'Admont, en Styrie, il peint une série de peintures à l'huile de grand format représentant les saints de l'ordre et travaille temporairement pour la salle de la bibliothèque. Ces peintures sont aujourd'hui perdues, mais il existe quatre sculptures de Josef Stammel (de) représentant les quatre vertus cardinales (la prudence, la tempérance, la force d'âme et la justice) d'après des dessins de Götz.
Götz laisse environ 250 feuilles de gravure sur cuivre, dont la moitié sont exécutées à la pointe. Sa manière de créer des images sans cadre avec des couleurs est protégée par un privilège spécial impérial.